# Мдивани, Константин Николаевич
Константин Николаевич Мдивани (1926 год, ССР Грузия) — старший плавильщик Зестафонского завода ферросплавов Министерства чёрной металлургии СССР, Грузинская ССР. Герой Социалистического Труда (1966).

## Биография
Во время Великой Отечественной войны поступил работать по трудовой мобилизации на Зестафонский завод ферросплавов. Осваивал профессию плавильщика под наставничеством начальника смены Баграта Мелкадзе. В последующем назначен старшим плавильщиком.
Ежегодно показывал высокие трудовые результаты. Досрочно выполнил личные социалистические обязательства и плановые задания Семилетки (1959—1965), заняв первое место в заводском социалистическом соревновании. Указом Президиума Верховного Совета СССР от 2 апреля 1966 года удостоен звания Героя Социалистического Труда за «достигнутые успехи в развитии сельского хозяйства, промышленности и науки Грузинской ССР» с вручением ордена Ленина и золотой медали «Серп и Молот» (№ 10871).
Избирался делегатом XXIV съезда КПСС.
После выхода на пенсию проживал в городе Зестафони. С 1989 года — персональный пенсионер союзного значения.
Награды
- Герой Социалистического Труда
- Орден Ленина
- Орден «Знак Почёта» (19.07.1958)
- Медаль «За трудовое отличие» (24.02.1954)